# ZeroBrane Studio
ZeroBrane Studio是一个轻量级的开源Lua IDE，具备代码自动补全、语法高亮、代码分析器、实时编码和调试功能，支持Lua 5.1、Lua 5.2、Lua 5.3、LuaJIT以及其他Lua引擎。ZeroBrane Studio是一个用Lua编写的跨平台应用程序，可在Windows（Windows XP以上）、Linux和macOS（10.9以上）操作系统上运行。它使用wxWidgets工具箱和Scintilla组件进行文件编辑。

## 历史
ZeroBrane Studio是由Paul Kulchenko在2011年9月创造的，作为一种允许没有经验的用户运行和调试Lua应用程序的方式， 最初是针对在移动设备上运行的Lua应用程序。它基于开源的Luxinia的Estrela Editor， 一个开源的3D图形引擎。Estrela Editor是从2008年8月开始开发的，基于wxWidgets周边的wxLua包装器所包含的一个样本应用程序。
ZeroBrane Studio的第一个公开版本于2012年1月发布。 在项目的第一年，Estrela和ZeroBrane Studio的开发工作继续并行进行，在2012年10月，Estrela Editor项目被完全合并到ZeroBrane Studio项目。

## 功能
- 自动完成
- 多文件支持
- 語法突顯
- 語法摺疊
- 括号和缩进高亮显示
- 书签
- 支持工程
- 调试，包括远程调试和跨平臺调试
- 交互式控制台可直接测试本地和远程执行的代码片断
- 静态分析器
- 可定制的快捷键映射
- 函数列表
- 文件、行、符号/函数的模糊搜索
- 注释中的Markdown格式化
- 支持夜間模式和色彩方案
- 丰富的文档[5]和教程[6]
- 与LuaDist包管理器集成[7]

## 集成解释器
ZeroBrane Studio为Lua 5.1、Lua 5.2、Lua 5.3和LuaJIT解释器提供集成和调试支持，集成到各种产品中。CoronaSDK、Cocos2d、Moai SDK、LÖVE、Gideros、Redis、Torch、Adobe Lightroom、Nginx Lua脚本等等。
有几本书籍和教程涉及使用ZeroBrane Studio与各种游戏和移动工具包。它还被用于移动应用开发的本科和研究生课程教学。

## 调试
ZeroBrane Studio为执行Lua代码的应用程序提供本地、远程和跨平臺的调试。调试器支持以下功能：逐步浏览代码，设置/删除断点，使用Watch窗口检查变量和表达式，使用Stack窗口检查带有本地值和upvalues（在当前函数的外部范围内定义的本地值）的调用堆栈，暂停/恢复正在运行的应用程序，以及在Console窗口运行Lua命令。
这个IDE还支持Corona SDK和Gideros Mobile软件开发工具包的设备上调试，应用程序在移动设备上运行，集成开发环境在桌面计算机上运行。

## 现场编程
除了调试Lua应用程序外，ZeroBrane Studio还支持现场编程，它可以在应用程序运行时对应用程序代码进行修改，并在应用程序中看到修改的结果。现场编程支持Lua解释器和其他一些环境。

## 插件
ZeroBrane Studio支持用Lua编写插件。 开源插件库目前列出了45个插件，范围从定制环境的简单插件到提供实时监视、文档映射或分屏编辑的更复杂的插件。

## 集成的教程
从项目网站上分发的ZeroBrane Studio的打包版本包括Lua的教育材料，有50多个简单的脚本和例子，演示了Lua与Turtle图形和Spirograph脚本的使用。 ZeroBrane Studio支持注释中的Markdown格式，它支持文本格式和对其他Lua文件和外部资源的引用。它支持直接在IDE中执行Lua命令，以集成相关教程。

## 界面翻译
ZeroBrane Studio支持将界面翻译成不同的语言， 提供一个包含所有应被翻译的文本的Lua文件。截止到2020年，用户社区已经贡献了11种语言的翻译。